# Money for Nothing
«Money for Nothing» (с англ. — «Деньги за так» или «Деньги ни за что») — сингл Dire Straits, выпущенный в 1985 году в составе альбома Brothers in Arms и ставший международным хитом. Начальные слова песни (I want my MTV) стали слоганом на канале MTV, а видеоклип — первой композицией, которая транслировалась по каналу MTV Europe 1 августа 1987 года. Авторство песни разделено между Марком Нопфлером и Стингом.
Музыка песни очень узнаваема — она содержит хорошо запоминающийся гитарный рифф, который продолжается на протяжении всей композиции.
Во время концерта Live Aid на стадионе Уэмбли песня исполнялась группой вместе со Стингом, что сослужило хорошую службу популярности Dire Straits. На 28-й церемонии вручения Грэмми сингл получил награду за «Лучшее вокальное рок исполнение дуэтом или группой».

## Запись
Знаменитое звучание гитары в этой песне получилось случайно: звукорежиссёр Нил Дорфсман (англ. Neil Dorfsman) работал над расстановкой микрофонов, а Нопфлер при этом играл на гитаре. В какой-то момент находящиеся в аппаратной люди попросили Дорфсмана остановиться и послушать, что получилось. Достигнутое звучание всем понравилось, а расстановка при этом оказалась «странной настолько, что никто никогда не расположил бы так микрофоны». Но именно эта запись и попала на альбом «Brothers in Arms». Позже Дорфсман сказал, что один микрофон тогда находился по центру, а другой с боку на расстоянии в 15—20 см. Марк Нопфлер попытался получить такое же звучание при записи пародии на данную песню, которую исполнил комик Weird Al Yankovic.
Стинг приехал на Монтсеррат, когда записывалась песня в звукозаписывающей студии AIR Montserrat, и был приглашён для того, чтобы записать бэк-вокал. Согласно Стингу, его участие ограничилось только строками «I Want My MTV», и он был очень удивлён, когда его лейбл начал настаивать на соавторстве.

## Содержание
Повествование ведётся от лица грузчиков магазина, торгующего видео-, аудиоаппаратурой и бытовой техникой, комментирующих увиденное ими в телевизоре.
Нопфлер написал песню после реального случая, когда пришёл покупать телевизор. Один из грузчиков увидел, как по телевизору показывают выступление Dire Straits и начал ворчать, почему они должны носить холодильники за небольшую зарплату, а музыканты за час на сцене получают «деньги ни за что и девок бесплатно». Песня поётся от лица героя, который по словам Нопфлера «полный тупица». В этом пространном «монологе» герой комментирует рок-экстраду, измеряя успех исполнителя исключительно с точки зрения заработка. Лексика вполне соответствует уровню оценок. Группе потом пришлось выслушать массу обвинений в «сексизме, расизме и гомофобии». Больше всего проблем вызвало слово «педик» (англ. faggot), повторённое несколько раз во втором куплете: «Глянь на этого педика, накрашенного и с серьгами…. У этого педика есть свой самолёт, этот маленький педик — миллионер». При проигрывании песни в магазинах или ресторанах на Западе это слово вырезается или заглушается. Для трансляции по радио второй куплет приходится вырезать полностью.

## Видеоклип
Видеоклип также примечателен тем, что в нём была применена компьютерная анимация, иллюстрирующая слова песни. Анимации как таковой почти нет (движения персонажей скованы, а сами изображения по большей части являются панорамными движениями виртуальной камеры), однако в 80-е годы это выглядело эффектно и необычно. Сам клип был награждён премией «Видеоклип года» на третьей церемонии MTV Video Music Awards в 1986 году.
Изначально Марк Нопфлер не планировал выпускать видеоклип на эту песню. Тем не менее, MTV настояла на съёмках клипа, желая показать его в своём эфире. Специально для этого Стив Бэррон, директор анимационной студии Rushes, вылетел в Будапешт убедить Нопфлера дать согласие на съёмки и совместно разработать концепцию видеоклипа. Окончательное решение съёмок клипа принадлежало девушке Нопфлера, ставшей свидетельницей спора Стива Баррона и Марка Нопфлера о предложении MTV и сказавшей, что это отличная идея.
Анимация клипа была создана на Bosch FGS-4000 двумя аниматорами — Яном Пирсоном и Гэвином Блэром, которые позднее создали студию компьютерной анимации Mainframe Entertainment. Позднее в мультфильме ReBoot, созданном этой компанией, оба персонажа из клипа появились в качестве приглашённых гостей в виде суперзвёзд Dire Straits (в момент их появления начал звучать знаменитый гитарный рифф) в честь чествования дня рождения одного из героев (Enzo), однако были освистаны и закиданы мусором.
В видеоклипе на эту песню можно рассмотреть то, что показывается по нарисованным телевизорам: там видна запись концертного исполнения «Money for Nothing» самой группой Dire Straits, а на строчке «See the little faggot…» (Посмотри на этого педика…) можно видеть клип на песню, которая анонсируется как «Baby, Baby» группы First Floor, альбом Turn Left, выпущенный некоей «Magyar Records». На самом деле это клип венгерской поп-группы Elso Emelet, их название переводится как раз как «Первый этаж», а Magyar — само название Венгрии. Третий «клип» в клипе: «Sally» от группы Ian Pearson Band, альбом Hot Dogs, звукозаписывающая компания — Rush Records. Ян Пирсон — это один из аниматоров клипа, а сам клип — просто сцены, снятые в Будапеште. Название звукозаписывающей компании, возможно, отсылка к Rushes Postproduction — студии, где снимался клип на песню «Money for Nothing».

## Факты
- Альбом «Brothers in Arms», в котором песня «Money for Nothing» оказалась самой коммерчески успешной, стал первым альбомом в истории, проданным тиражом более 1 миллиона копий на компакт-дисках. Также компания «Philips» продавала тогда проигрыватели CD-дисков с приложением альбома в подарок[3].
- В январе 2011 года в ответ на жалобу одного из слушателей Канадский совет по радиовещательным стандартам запретил канадским радиостанциям воспроизводить полную версию песни, как несоответствующую этическим стандартам. Жалоба поступила от человека, назвавшего себя представителем LGBT-сообщества, объединяющего представителей сексуальных меньшинств. Услышав по радио один из куплетов «Money for Nothing», он счел его непристойным, из-за использования в нём слова «faggot»[8]. Не все радиостанции последовали предписанию, две из них в качестве протеста целый час эфира отдали только под эту песню[3][9].